# 交通戰爭
交通戰爭（日语：／ Kōtsū sensō）一詞源於日本昭和30年代（1955年至1964年），交通事故死亡人數超過甲午戰爭的日軍戰死人數（兩年內共17,282人），這種嚴峻情況被形容為一種戰爭狀態而得名。
日本的交通事故死亡人數在1970年（昭和45年）達到高峰後開始下降。然而，自1980年（昭和55年）起再次增加，並於1988年（昭和63年）超過1萬人，當時的狀況也被稱為第二次交通戰爭。

## 概要
太平洋戰爭戰敗的日本百廢待舉，首先普及的是貨車。在經濟發展突飛猛進當中，貨車也從小型變為大型。
1955年至1964年間的昭和30年代，儘管貨車等商用車仍是主流，但小型乘用車也逐漸增多，交通事故件數逐年攀升，特別是道路交通中的弱勢群體，如行人和自行車騎士的死亡事故顯著增加，1959年（昭和34年）死亡人數突破1萬人。此時，「交通戰爭」一詞應運而生，甚至成為流行語，汽車事故頻傳的同時，空氣污染等公害問題也日益嚴重。由於人行道、紅綠燈設置不足，對汽車的規範和取締也不夠全面，促使民眾要求加強汽車管制的呼聲日益高漲。
電通的1960年（昭和35年）廣告年表也把交通戰爭列為流行語。
另外在小型汽車方面，以豐田皇冠和CORONA、富士重工業速霸陸360、日產藍鳥為代表的小型車、輕型車的汽車銷量也一直增加。甚至從1966年（昭和41年）起，豐田卡羅拉和日產SUNNY瘋狂大賣，當年又稱為「自用車元年」，然而在當時對汽車的違規取締和人行道、號誌等設施不足的情形下，重大事故和死亡人數的增加持續攀升。

## 對策
東京都為了籌備1964年東京奧運會大興土木，超速行駛的貨車急速增加，大量兒童在交通事故中喪生，使得東京都政府在1959年（昭和34年）發起「綠太太」運動。此運動在23區內各小學校周邊路口以黃色旗子指揮過馬路，致力確保學童安全。但仍然經常可見超速和妨害行人穿越馬路的汽車，顯示其欠缺安全駕駛的意識，在沒有交通監視員在場，也能確保駕駛者安全行駛的對策已成為當務之急。
此外，警方也開始宣導預防交通事故知識和技能的交通安全教育。全國交通安全運動以「確保行人安全過馬路」為重點，開始推廣「停、看、聽、行」以及「穿越馬路時舉手示意運動」的習慣養成指導，但汽車的超速和阻礙行人穿越馬路行為等違規行為的仍然普遍存在，這些措施的效果有限。
然而在現行法律中，若汽車在行人穿越道或自行車穿越道未能停車禮讓行人或自行車優先通行，即構成「橫斷步行者等妨害」的違規行為，一旦發生碰撞事故，駕駛者可能面臨吊銷駕照、駕照取消，甚至是有期徒刑等嚴厲處分。汽車造成重大事故後，肇事者的姓名被媒體報導也屢見不鮮。
在汽車交通違規行為氾濫和汽車導致兒童死亡的事故頻繁發生後，民眾要求進一步嚴懲汽車交通犯罪的呼聲日益高漲，汽車交通犯罪的罰則也隨之加強，於是在1968年（昭和43年）業務上過失致死傷罪的最重刑期從3年監禁改為5年徒刑。
1970年（昭和45年）代開始，日本許多地方政府開始參考歐美實施的「無車區」概念，主要在繁華的街區推行「步行者天國」（徒步區），旨在實現「人車分離」。
在此之後，日本的交通事故死亡人數在1979年（昭和54年）減少至8,048人，降至高峰時期的一半。

## 第二次交通戰爭
自1971年（昭和46年）起日本的交通事故的死亡人數一度下降，但從1980年（昭和55年）起開始再次增加，並於1988年（昭和63年）超過1萬名，此一時期被稱為「第二次交通戰爭」。根據警察白皮書指出：「由於汽車交通量的增長，國家和地方政府已無法支出足夠預算增加負責取締交通違規的警察人數，以及興建交通安全設施。」
此外，在交通事故死者方面，過去主要以兒童和老年行人在步行中死亡佔多數，1975年（昭和50年）以後則變成汽車乘客死亡人數成為最多。1980年（昭和55年）到2000年（平成12年）之間年輕駕駛者的死亡人數急劇增加。
從此以後才開始普及安全裝置，如座位安全帶（2008年（平成20年）起強制規定後座乘客繫安全帶）、安全氣囊、防鎖死煞車系統、衝擊吸收車體等，才降低了汽車乘客的死亡人數。2014年（平成24年）的交通事故死亡人數為4113人，連續14年低於5000人，標誌著「第二次交通戰爭」的結束。然而，涉及汽車的交通事故仍造成大量傷亡，因此政府持續推動住宅區限速30公里、移動式測速照相等加強取締、加重罰則，和強制安裝電子穩定程式、安裝側邊安全氣囊和自動煞車、完善人行道和自行車道、人車分離式號誌等設施。

## 腳註
1. 1 2  武部健一 2015，第207頁.
2. 1 2 3  浅井建爾 2001，第196頁.
3. ↑  武部健一 2015，第209頁.

## 外部連結
- ドキュメンタリー　交通戦争 - NHK放送史（日本放送协会）（日語）